# Paavo Tiilikainen
Paavo Herman Tiilikainen (* 12. Juli 1923 in Ruokolahti; † 15. April 2007 in Imatra) war ein finnischer Politiker der Sozialdemokratischen Partei Finnlands SDP (Suomen Sosialidemokraattinen Puolue), der unter anderem von 1973 bis 1975  Vorsitzender der SDP-Fraktion im Reichstag sowie zwischen 1975 und 1976 Innenminister Finnlands war. 

## Leben
Tiilikainen, Sohn des Sägewerkarbeiters Toivo Tiilikainen und dessen Ehefrau Rosa Hoffren, besuchte die Grundschule und arbeitete danach zwischen 1944 und 1956 ebenfalls in einem Sägewerk, und zwar zunächst in seinem Geburtsort Ruokolahti und danach in Imatra. Ende der 1940er Jahre begann er seine politische Laufbahn in der Kommunalpolitik und vertrat die Sozialdemokratische Partei Finnlands SDP (Suomen Sosialidemokraattinen Puolue) zwischen 1948 und 1950 sowie erneut von 1954 bis 1950 als Mitglied des Gemeinderates von Imatra. Dort war er zwischen 1954 und 1974 stellvertretender Vorsitzender des Steuerausschusses. Er war von 1956 bis 1968 Mitarbeiter der Sozialversicherungsanstalt in Imatra.
Bei der Parlamentswahl am 15. und 16. März 1970 wurde Tiilikainen für die SDP erstmals zum Mitglied des Reichstags gewählt und vertrat in diesem bis zum 23. März 1979 den Wahlkreis Kymi. Während seiner Parlamentszugehörigkeit fungierte er zwischen 1970 und 1976 als Mitglied des Sozialversicherungsausschusses. Daneben war er von 1971 bis 1979 Mitglied des Gemeindevorstandes von Imatra sowie von 1972 bis 1976 Mitglied des Verwaltungsrates des Psychiatrischen Krankenhauses in Joutseno. 1973 übernahm er als Nachfolger von K. F. Haapasalo den Posten als Vorsitzender der SDP-Fraktion im Reichstag und bekleidete diesen bis 1975, woraufhin er durch Matti Ahde abgelöst wurde. Daneben fungierte er 1973 als Vorsitzender eines Ausschusses zur Überprüfung der Gemeindefinanzierung.
Am 30. November 1975 wurde Tiilikainen als Innenminister Finnlands (Sisäasiainministeri) in das Kabinett Miettunen II berufen und gehörte diesem bis zum 28. September 1976 an. Nach seinem Ausscheiden aus der Regierung war er von 1977 bis 1983 Manager beim Holzindustrieunternehmen Enso-Gutzeit in Imatra sowie Vorsitzender des Wahlmännerausschusses für die Präsidentschaftswahl in Finnland 1978. Er war zudem zwischen 1979 und 1986 stellvertretender Vorsitzender des Verwaltungsrates des Tiurun-Krankenhauses in Lappeenranta. Aus seiner 1946 geschlossenen Ehe mit Immi Marjatta Pesonen gingen die Kinder Eila und Pekka hervor.

## Weblink
- Eintrag auf der Homepage des Reichstages